# Domène
Domène este o comună în departamentul Isère din sud-estul Franței. În 2009 avea o populație de 6.650 de locuitori.

## Evoluția populației
| An        | 1975  | 1982  | 1990  | 1999  | 2006  | 2009  |
| --------- | ----- | ----- | ----- | ----- | ----- | ----- |
| Populație | 5.297 | 5.308 | 5.775 | 6.399 | 6.544 | 6.650 |